# 金沢列車区
金沢列車区（かなざわれっしゃく）は、西日本旅客鉄道（JR西日本）金沢支社の運転士・車掌および客室乗務員が所属していた組織である。
本項では、金沢車掌区の歴史についても記述する。

## 乗務範囲

### 運転士
- 北陸本線：全線（南福井駅、金沢総合車両所含む）

### 車掌
廃止時の乗務範囲
- 普通列車
  - 北陸本線：敦賀駅 - 金沢駅間（富山貨物駅含む）
- 優等列車
  - 特急「サンダーバード」：大阪駅 - 金沢駅間
  - 特急「しらさぎ」：米原駅 - 金沢駅間
  - 特急「おはようエクスプレス」：福井駅→金沢駅間
  - 特急「ひだ」：富山駅 - 猪谷駅間

過去に乗務した優等列車
- 特急「白山」（1997年9月まで）：上野駅 - 金沢駅間
- 特急「加越」（2003年3月まで）：米原駅 - 金沢駅間
- 特急「おはようエクスプレス」：金沢駅 - 富山駅間
- 特急「おやすみエクスプレス」：金沢駅→福井駅間
- 寝台特急「北陸」：上野駅 - 金沢駅間
- 急行「能登」：上野駅 - 金沢駅間

## 歴史

### 金沢車掌区
- 1898年（明治31年）4月1日：金沢車長監督駐在所として発足。
- 1900年（明治33年）10月1日：金沢車掌監督になる。
- 1914年（大正3年）3月1日：富山車掌駐在所が金沢車掌監督富山駐在になる。
- 1920年（大正9年）9月1日：金沢車掌監督高岡駐在が発足。
- 1929年（昭和4年）5月11日：金沢車掌所になる。富山駐在は富山支所に、高岡駐在は高岡支所になる。
- 1935年（昭和11年）9月1日：金沢車掌区になる。富山支所は富山支区に、高岡支所は高岡支区なる。
- 1937年（昭和12年）4月1日：糸魚川車掌支区が長野車掌区糸魚川支区になる。
- 1945年（昭和20年）5月1日：七尾支区が発足。
- 1947年（昭和22年）1月10日：富山支区が廃止され、富山車掌区になる。高岡支区は富山車掌区高岡支区になる。
- 1948年（昭和23年）9月25日：七尾支区が七尾車掌区になる。
- 1985年（昭和60年）3月14日：福井車掌区が金沢車掌区福井支区になる。
- 1997年（平成9年）3月22日：金沢運転所運転科と統合して、金沢列車区が発足し[1]、金沢車掌区が廃止。

一時期、金沢車掌区糸魚川車掌支区も設けられていた。

### 金沢列車区
- 1997年（平成9年）3月22日：金沢運転所運転科と金沢車掌区が統合して、金沢列車区が発足[1]。
- 2024年（令和6年）3月16日：北陸本線金沢〜敦賀間の経営移管に伴い、金沢列車区が廃止。